# 成生漁港
成生漁港（なりゅうぎょこう）は、京都府舞鶴市成生にある漁港。地元の漁業を主とする第1種漁港であり、管理者は舞鶴市。成生岬に位置し、若狭湾に面している。

## 成生集落

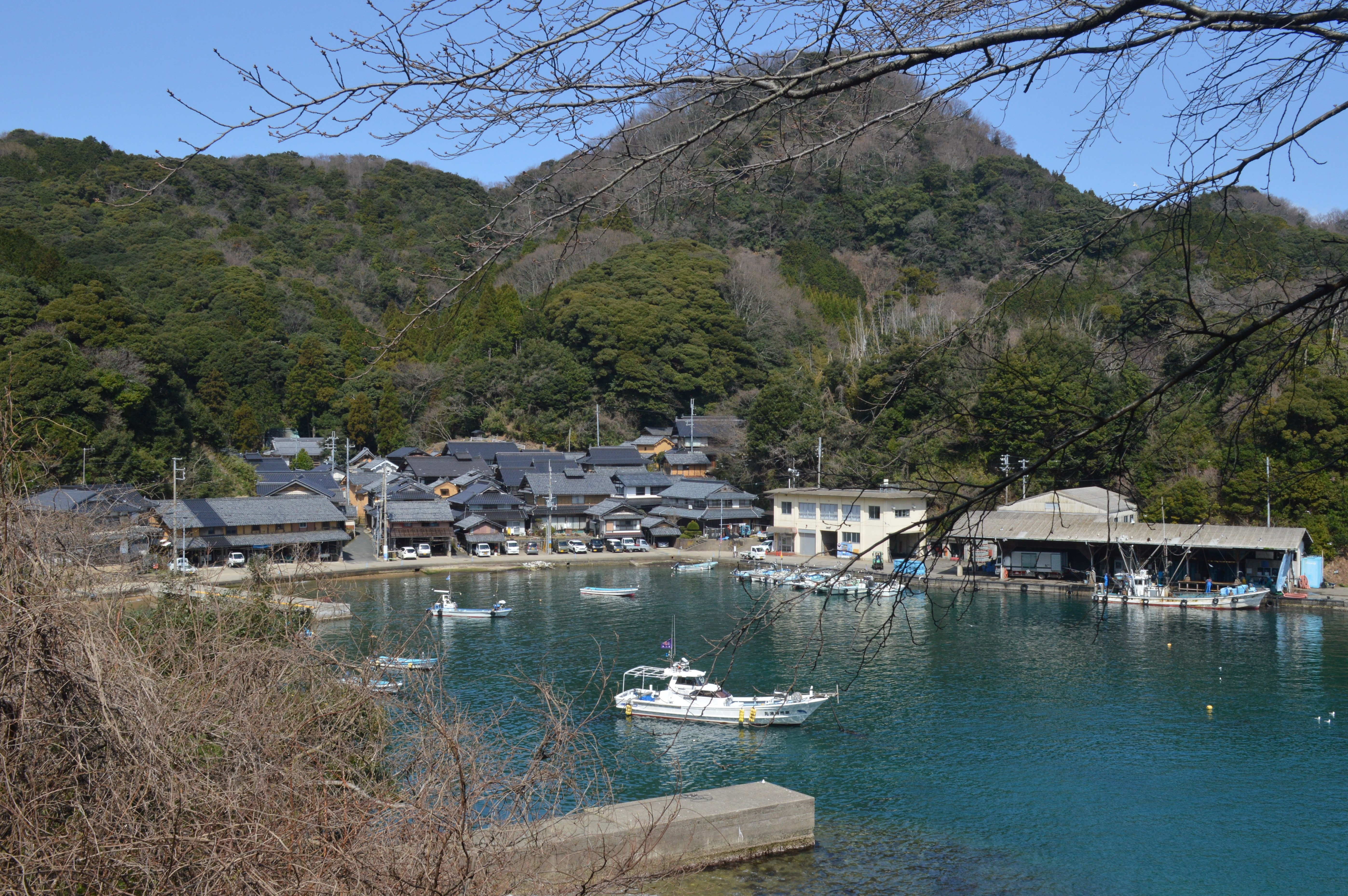
成生漁港と成生集落

漁港には付随して戸数二十数戸の小さな集落がある。海岸に面したところは、1階が船小屋2階が住居という舟屋が建ち並ぶ独特の景観がある。一方、海岸から奥の狭い平地には家屋が密集する。
交通不便な小村であるが、何年に一度かは大漁に恵まれるブリ網で豊かな村であり「ブリ御殿」と呼ばれる、敷地は狭くとも立派な家屋が建ち並ぶ。
明治時代には集落が協同で養蚕に取り組み、臨時の労働者を600人雇用していた時期もあった。また、全戸を組合員とする漁業協同組合を結成し、大敷網を共同運営した。これらの事業収入を組合員に平等に分配したことから、明治期に建てられた家屋はどの家も平準化された間取りとなっている。
村の奥には、断片的に残る丹後風土記の記録する古社の鳴生神社、および永享元年（1429年）開山と伝えられる臨済宗東福寺派の西徳寺がある。1950年（昭和25年）に起こった金閣寺放火事件の犯人の生家は西徳寺である。

## 概要
- 所在地 - 京都府舞鶴市成生
- 管理者 - 舞鶴市[3][4]
- 漁業協同組合 - 京都府漁業協同組合 田井支所
- 組合員数 - 13
- 漁港番号 - 3010020

## 沿革
- 1952年（昭和27年）2月29日 - 第1種漁港に指定[1]。

## 主な魚種
- ブリ[1]
- イワシ[1]
- アジ[1]

## 主な漁業
- 定置漁業
- 採貝藻漁業